# Ліга конференцій УЄФА 2022—2023
Ліга конференцій УЄФА 2022—2023 — 2-й сезон Ліги конференцій УЄФА, третього за престижністю європейського щорічного футбольного клубного турніру під егідою УЄФА.
Фінальний матч турніру відбувся на нейтральному стадіоні. Переможець Ліги конференцій 2022—23 автоматично потрапить до групового етапу Ліги Європи УЄФА 2023—24, якщо не кваліфікуються до Ліги чемпіонів УЄФА 2023—24 з національного чемпіонату.
24 червня 2021 Виконавчий комітет УЄФА затвердив скасування правила виїзного голу, яке використовували з 1965, в усіх змаганнях УЄФА. Таким чином, якщо в двоматчевому протистоянні нічия, команди, незалежно від голів на виїзді, грають додатковий час. Якщо по завершенню додаткового часу зберігається нічия, тоді переможець визначається серією післяматчевих пенальті.

## Розподіл асоціацій
У Лізі конференцій Європи УЄФА 2022—23 беруть участь 184 команди з усіх 55 асоціацій-членів УЄФА. Для визначення кількості команд-учасників від кожної з асоціацій використовується рейтинг асоціацій УЄФА:
- Асоціації 1–5 мають по одній команді.
- Асоціації 6–15 та 51–55 мають по дві команди.
- Асоціації 16–50 (окрім Ліхтенштейну[Прим LIE]) мають три команди.
- Ліхтенштейн мають лише одну команду (оскільки у Ліхтенштейні не проводять національний чемпіонат, а мають лише кубок[Прим LIE]).
- Окрім того, 20 команд, які вибули з Ліги чемпіонів УЄФА 2022—23 та 26 команд, які вибули з Ліги Європи УЄФА 2022—23, переходять до Ліги конференцій.

### Рейтинг асоціацій
Для Ліги конференцій УЄФА 2022—23, використовуються місця асоціацій у рейтинг асоціацій УЄФА 2021, який враховує результати країн у європейських клубних змаганнях з сезону 2016—17 по 2020—21.
Команди, які потрапили до Ліги конференцій іншим шляхом, відмічені наступним чином:
- (ЛЧ) – Додаткові путівки для команд, які перейшли з/до Ліги чемпіонів УЄФА
- (ЛЄ) – Додаткові путівки для команд, які перейшли з Ліги Європи УЄФА

| №  | Асоціація  | Коеф.   | Команди | Примітки |
| -- | ---------- | ------- | ------- | -------- |
| 1  | Англія     | 100.569 | 1       |          |
| 2  | Іспанія    | 97.855  | 1       |          |
| 3  | Італія     | 75.438  | 1       | +1 (ЛЄ)  |
| 4  | Німеччина  | 73.570  | 1       |          |
| 5  | Франція    | 56.081  | 1       |          |
| 6  | Португалія | 48.549  | 2       | +1 (ЛЄ)  |
| 7  | Нідерланди | 39.200  | 2       |          |
| 8  | Росія      | 38.382  | 0       |          |
| 9  | Бельгія    | 36.500  | 2       | +1 (ЛЄ)  |
| 10 | Австрія    | 35.825  | 2       | +1 (ЛЄ)  |
| 11 | Шотландія  | 33.375  | 2       | +1 (ЛЄ)  |
| 12 | Україна    | 33.100  | 2       | +1 (ЛЄ)  |
| 13 | Туреччина  | 30.100  | 2       | +2 (ЛЄ)  |
| 14 | Данія      | 27.875  | 2       | +1 (ЛЄ)  |
| 15 | Кіпр       | 27.750  | 2       | +2 (ЛЄ)  |
| 16 | Сербія     | 26.750  | 3       | +1 (ЛЄ)  |
| 17 | Чехія      | 26.600  | 3       | +1 (ЛЄ)  |
| 18 | Хорватія   | 26.275  | 3       |          |
| 19 | Швейцарія  | 26.225  | 3       |          |

| №  | Асоціація            | Коеф.  | Команди | Примітки   |
| -- | -------------------- | ------ | ------- | ---------- |
| 20 | Греція               | 26.000 | 3       |            |
| 21 | Ізраїль              | 24.375 | 3       |            |
| 22 | Норвегія             | 21.000 | 3       | +1 (ЛЄ)    |
| 23 | Швеція               | 20.500 | 3       |            |
| 24 | Болгарія             | 20.375 | 3       | +1 (ЛЄ)    |
| 25 | Румунія              | 18.200 | 3       | +1 (ЛЧ)    |
| 26 | Азербайджан          | 16.875 | 3       | +1 (ЛЄ)    |
| 27 | Казахстан            | 15.625 | 3       | +1 (ЛЧ)    |
| 28 | Угорщина             | 15.500 | 3       |            |
| 29 | Білорусь             | 15.250 | 3       | +1 (ЛЧ)    |
| 30 | Польща               | 15.125 | 3       | +1 (ЛЧ)    |
| 31 | Словенія             | 14.250 | 3       | +1 (ЛЄ)    |
| 32 | Словаччина           | 13.625 | 3       | +1 (ЛЄ)    |
| 33 | Ліхтенштейн          | 9.000  | 1       | [Прим LIE] |
| 34 | Литва                | 8.750  | 3       | +1 (ЛЄ)    |
| 35 | Люксембург           | 8.250  | 3       | +1 (ЛЄ)    |
| 36 | Боснія і Герцеговина | 8.000  | 3       | +1 (ЛЧ)    |
| 37 | Ірландія             | 7.875  | 3       | +1 (ЛЄ)    |

| №  | Асоціація         | Коеф. | Команди | Примітки |
| -- | ----------------- | ----- | ------- | -------- |
| 38 | Македонія         | 7.625 | 3       | +1 (ЛЄ)  |
| 39 | Вірменія          | 7.375 | 3       | +1 (ЛЄ)  |
| 40 | Латвія            | 7.375 | 3       | +1 (ЛЧ)  |
| 41 | Албанія           | 7.250 | 3       | +1 (ЛЧ)  |
| 42 | Північна Ірландія | 6.958 | 3       | +1 (ЛЄ)  |
| 43 | Грузія            | 6.875 | 3       | +1 (ЛЧ)  |
| 44 | Фінляндія         | 6.875 | 3       |          |
| 45 | Молдова           | 6.875 | 3       | +1 (ЛЄ)  |
| 46 | Мальта            | 6.375 | 3       | +1 (ЛЧ)  |
| 47 | Фарерські острови | 6.125 | 3       | +1 (ЛЧ)  |
| 48 | Косово            | 5.833 | 3       | +1 (ЛЧ)  |
| 49 | Гібралтар         | 5.666 | 3       | +1 (ЛЧ)  |
| 50 | Чорногорія        | 5.000 | 3       | +1 (ЛЧ)  |
| 51 | Уельс             | 5.000 | 2       | +1 (ЛЧ)  |
| 52 | Ісландія          | 4.875 | 2       | +1 (ЛЧ)  |
| 53 | Естонія           | 4.750 | 2       | +1 (ЛЧ)  |
| 54 | Андорра           | 3.331 | 2       | +1 (ЛЧ)  |
| 55 | Сан-Марино        | 1.166 | 2       | +1 (ЛЧ)  |

### Розподіл за раундами
Наведена нижче таблиця показує список квот за замовчуванням.
|                                           |                                          | Команди, що починають з цього раунду | Команди, що проходять з попереднього раунду                                                   | Команди, що переходять з Ліги чемпіонів або Ліги Європи |
| ----------------------------------------- | ---------------------------------------- | --- | --------------------------------------------------------------------------------------------- | --- |
| Перший кваліфікаційний раунд (66 команд)  | Перший кваліфікаційний раунд (66 команд) | - 26 володарів кубків з асоціацій 30–55 - 25 клубів, що зайняли другі місця в чемпіонатах асоціацій 30–55 (окрім Ліхтенштейну[Прим LIE]) - 21 клуб, що зайняли треті місця в чемпіонатах асоціацій 29–50 (окрім Ліхтенштейну[Прим LIE])                                                                 |                                                                                               | |
| Другий кваліфікаційний раунд (108 команд) | Шлях чемпіонів (18 команд)               | |                                                                                               | - 3 клуби, які вибули після попереднього кваліфікаційного раунду Ліги чемпіонів УЄФА (шлях чемпіонів) - 17 клубів, які вибули після першого кваліфікаційного раунду Ліги чемпіонів УЄФА (шлях чемпіонів) |
| Другий кваліфікаційний раунд (108 команд) | Основний шлях (90 команд)                | - 14 володарів кубків з асоціацій 16–29 - 14 клубів, що зайняли другі місця в чемпіонатах асоціацій 16–29 - 16 клубів, що зайняли треті місця в чемпіонатах асоціацій 13–28 - 9 клубів, що зайняли четверті місця в чемпіонатах асоціацій 7–15 - 1 клуб, що зайняв п'яте місце в чемпіонаті асоціації 6 | - 36 переможців першого кваліфікаційного раунду                                               | |
| Третій кваліфікаційний раунд (64 команди) | Шлях чемпіонів (10 команд)               | | - 10 переможців другого кваліфікаційного раунду (шлях чемпіонів)                              | |
| Третій кваліфікаційний раунд (64 команди) | Основний шлях (54 команди)               | - 6 клубів, що зайняли треті місця в чемпіонатах асоціацій 7–12 - 1 клуб, що зайняв четверте місце в чемпіонаті асоціації 6 | - 45 переможців другого кваліфікаційного раунду (основний шлях)                               | |
| Раунд плей-оф (44 команди)                | Шлях чемпіонів (10 команд)               | | - 5 переможців третього кваліфікаційного раунду (шлях чемпіонів)                              | - 5 клубів, які вибули після третього кваліфікаційного раунду Ліги Європи УЄФА (шлях чемпіонів) |
| Раунд плей-оф (44 команди)                | Основний шлях (34 команди)               | - 1 клуб, що зайняв п'яте місце в чемпіонаті асоціації 5 - 4 клуби, що зайняли шості місця в чемпіонатах асоціацій 1–4 (володар Кубка ліги для Англії) | - 26 переможців третього кваліфікаційного раунду (основний шлях)                              | - 3 клуби, які вибули після третього кваліфікаційного раунду Ліги Європи УЄФА (основний шлях) |
| Груповий етап (32 команди)                | Груповий етап (32 команди)               | | - 5 переможців раунду плей-оф (шлях чемпіонів) - 17 переможців раунду плей-оф (основний шлях) | - 10 клубів, які вибули після раунду плей-оф Ліги Європи УЄФА |
| Стикові матчі (16 команд)                 | Стикові матчі (16 команд)                | | - 8 клубів, які посіли другі місця у групах групового етапу                                   | - 8 клубів, які посіли треті місця у групах групового етапу Ліги Європи |
| Плей-оф (16 команд)                       | Плей-оф (16 команд)                      | | - 8 клубів, які посіли перші місця у групах групового етапу - 8 переможців стикових матчів    | |

### Список учасників
Примітки в дужках пояснюють, як команда потрапила в свій початковий етап:
- ПК: переможець національного кубку
- КЛ: переможець кубку ліги (Англія)
- 2-е, 3-є, 4-е, 5-е тощо: місце в національному чемпіонаті
- Нез.: місце в попередньому сезоні національного чемпіонату, який не було завершено та визначається асоціацією; вибір команд має затвердити УЄФА
- ОР: переможець основного розіграшу чемпіонату
- ПО: переможці післясезонного плей-оф за місце в єврокубках
- ЛЧ: перейшли з Ліги чемпіонів
  - 1КР: вибули з першого кваліфікаційного раунду
  - ПР: вибули з попереднього раунду (Ф: з фіналу; ПФ: з півфіналу)
- ЛЄ: перейшли з Ліги Європи
  - Гр: третє місце у груповому етапі
  - ПО: вибули з раунду плей-оф
  - ШЧ/ОШ 3КР: вибули з третього кваліфікаційного раунду (шлях чемпіонів/основний шлях)

Другий кваліфікаційний раунд, третій кваліфікаційний раунд та раунд плей-оф розділяється на шлях чемпіонів (ШЧ) та основний шлях (ОШ).
Примітка: команди, відмічені курсивом, можуть кваліфікуватися до Ліги чемпіонів 2022–23 чи Ліги Європи 2022–23 через національний чемпіонат чи кубок.
| Стартовий раунд | Стартовий раунд | Команди                   | Команди                     | Команди                  | Команди                   |
| --------------- | --------------- | ------------------------- | --------------------------- | ------------------------ | ------------------------- |
| Стикові матчі   | Стикові матчі   | Лаціо (ЛЄ Гр)             | Брага (ЛЄ Гр)               | Трабзонспор (ЛЄ Гр)      | АЕК (ЛЄ Гр)               |
| Стикові матчі   | Стикові матчі   | Буде-Глімт (ЛЄ Гр)        | Лудогорець (ЛЄ Гр)          | Карабах (ЛЄ Гр)          | Шериф (ЛЄ Гр)             |
|                 |                 |                           |                             |                          |                           |
| Груповий етап   | Груповий етап   | Гент (ЛЄ ПО)              | Аустрія (Відень) (ЛЄ ПО)    | Гартс (ЛЄ ПО)            | Дніпро-1 (ЛЄ ПО)          |
| Груповий етап   | Груповий етап   | Сівасспор (ЛЄ ПО)         | Сількеборг (ЛЄ ПО)          | Аполлон (ЛЄ ПО)          | Жальгіріс (ЛЄ ПО)         |
| Груповий етап   | Груповий етап   | Шемрок Роверс (ЛЄ ПО)     | Пюнік (ЛЄ ПО)               |                          |                           |
|                 |                 |                           |                             |                          |                           |
| Раунд плей-оф   | ШЧ              | Марибор (ЛЄ КР3 ШЧ)       | Слован (ЛЄ КР3 ШЧ)          | Ф91 Дюделанж (ЛЄ КР3 ШЧ) | Шкупі (ЛЄ КР3 ШЧ)         |
| Раунд плей-оф   | ШЧ              | Лінфілд (ЛЄ КР3 ШЧ)       |                             |                          |                           |
| Раунд плей-оф   | ОШ              | Вест Гем Юнайтед (7-е)    | Вільярреал (7-е)            | Фіорентіна (7-е)         | Кельн (7-е)               |
| Раунд плей-оф   | ОШ              | Ніцца (5-е)               | Партизан (ЛЄ КР3 ОШ)        | Словацко (ЛЄ КР3 ОШ)     |                           |
|                 |                 |                           |                             |                          |                           |
| КР3             | ШЧ              | Шахтар (ЛЧ КР1)[Пр. ЛЧ1]  | РФШ (ЛЧ КР1)[Пр. ЛЧ1]       |                          |                           |
| КР3             | ОШ              | Жил Вісенте (5-е)         | Твенте (4-е)                | Андерлехт (3-є)          | Вольфсбергер (4-е)        |
| КР3             | ОШ              | Данді Юнайтед (4-е)       | Зоря (Нез. 4-е)[Пр. UKR]    | Хайдук (Спліт) (ПК)      | Лугано (ПК)               |
| КР3             | ОШ              | Панатінаїкос (ПК)         |                             |                          |                           |
|                 |                 |                           |                             |                          |                           |
| КР2             | ШЧ              | Клуж (ЛЧ КР1)             | Тобол (ЛЧ КР1)              | Лех (ЛЧ КР1)             | Зриньські (ЛЧ КР1)        |
| КР2             | ШЧ              | Тирана (ЛЧ КР1)           | Динамо (Батумі) (ЛЧ КР1)    | Гіберніанс (ЛЧ КР1)      | Клаксвік (ЛЧ КР1)         |
| КР2             | ШЧ              | Балкані (ЛЧ КР1)          | Лінкольн Ред Імпс (ЛЧ КР1)  | Сутьєска (ЛЧ КР1)        | Нью-Сейнтс (ЛЧ КР1)       |
| КР2             | ШЧ              | Вікінгур (ЛЧ КР1)         | Інтер (ЛЧ ПР Ф)             | ФКІ Левадія (ЛЧ ПР ПФ)   | Ла Фіоріта (ЛЧ ПР ПФ)     |
| КР2             | ОШ              | Віторія (Гімарайнш) (6-е) | АЗ (ПО)                     | Антверпен (4-е)          | Рапід (Відень) (ПО)       |
| КР2             | ОШ              | Мотервелл (5-е)           | Ворскла (Нез. 5-е)[Пр. UKR] | Коньяспор (3-є)          | Істанбул Башакшехір (4-е) |
| КР2             | ОШ              | Брондбю (4-е)             | Віборг (ПО)                 | АПОЕЛ (3-є)              | Аріс (Лімасол) (4-е)      |
| КР2             | ОШ              | Чукарички (3-є)           | Раднички (4-е)              | Славія (Прага) (2-е)     | Спарта (Прага) (3-є)      |
| КР2             | ОШ              | Осієк (3-є)               | Рієка (4-е)                 | Базель (2-е)             | Янг Бойз (3-є)            |
| КР2             | ОШ              | ПАОК (2-е)                | Аріс (Салоніки) (3-є)       | Хапоель (Беер-Шева) (ПК) | Маккабі (Тель-Авів) (3-є) |
| КР2             | ОШ              | Маккабі (Нетанья) (4-е)   | Молде (2-е)                 | Вікінг (3-є)             | Ліллестрем (4-е)          |
| КР2             | ОШ              | АІК (2-е)                 | Юргорден (3-є)              | Ельфсборг (4-е)          | Левські (ПК)              |
| КР2             | ОШ              | ЦСКА (Софія) (2-е)        | Ботев (Пловдив) (ПО)        | Сепсі (ПК)               | ФКСБ (2-е)                |
| КР2             | ОШ              | КС У Крайова (ПО)         | Нефтчі (2-е)                | Зіра (3-є)               | Габала (4-е)              |
| КР2             | ОШ              | Кайрат (ПК)               | Астана (2-е)                | Кизилжар (4-е)           | Кішварда (2-е)            |
| КР2             | ОШ              | Академія Пушкаша (3-є)    | Фегервар (4-е)              | Гомель (ПК)              | БАТЕ (2-е)                |
| КР2             | ОШ              | Ракув (ПК)                | Копер (ПК)                  | Спартак (Трнава) (ПК)    | Вадуц (ПК)[Пр. LIE]       |
| КР2             | ОШ              | Судува (2-е)              | Расінг (ПК)                 | Вележ (ПК)               | Сент-Патрікс Атлетік (ПК) |
| КР2             | ОШ              | Македонія ГП (ПК)         | Нораванк (ПК)               | Валмієра (2-е)           | Влазнія (ПК)              |
|                 |                 |                           |                             |                          |                           |
| КР1             | КР1             | Динамо (Мінськ) (3-є)     | Погонь (Щецин) (3-є)        | Лехія (Гданськ) (4-е)    | Олімпія (Любляна) (3-є)   |
| КР1             | КР1             | Мура 05 (4-е)             | Ружомберок (2-е)            | ДАК 1904 (ПО)            | Кауно Жальгіріс (3-є)     |
| КР1             | КР1             | Паневежис (4-е)           | Діфферданж 03 (2-е)         | Фола (3-є)               | Тузла Сіті (2-е)          |
| КР1             | КР1             | Борац (Баня-Лука) (3-є)   | Слайго Роверз (3-є)         | Деррі Сіті (4-е)         | Академія Пандєва (2-е)    |
| КР1             | КР1             | Шкендія (3-є)             | Арарат-Вірменія (2-е)       | Алашкерт (3-є)           | Лієпая (3-є)              |
| КР1             | КР1             | Рига (4-е)                | Лачі (2-е)                  | Партизані (3-є)          | Крузейдерс (ПК)           |
| КР1             | КР1             | Кліфтонвілл (2-е)         | Ларн (ПО)                   | Сабуртало (ПК)           | Динамо (Тбілісі) (2-е)    |
| КР1             | КР1             | Діла (3-є)                | КуПС (ПК)                   | СЯК (3-є)                | Інтер (Турку) (4-е)       |
| КР1             | КР1             | Петрокуб (2-е)            | Мілсамі (3-є)               | Сфинтул Георге (4-е)     | Флоріана (ПК)             |
| КР1             | КР1             | Хамрун Спартанс (3-є)     | Гзіра Юнайтед (2-е)         | Б36 Торсгавн (ПК)        | ГБ Торсгавн (2-е)         |
| КР1             | КР1             | Вікінгур (3-є)            | Ллапі (ПК)                  | Дріта (2-е)              | Г'їлані (3-є)             |
| КР1             | КР1             | Юероп (2-е)               | Сент-Джозефс (3-є)          | Бруно Мегпіс (4-е)       | Будучност (ПК)            |
| КР1             | КР1             | Дечич (3-є)               | Іскра (4-е)                 | Бала Таун (2-е)          | Ньютаун (3-є)             |
| КР1             | КР1             | Брєйдаблік (2-е)          | Рейк'явік (3-є)             | Пайде (ПК)               | Флора (2-е)               |
| КР1             | КР1             | Атлетік Ескальдес (ПК)    | УЕ Санта-Колома (2-е)       | Тре Фйорі (ПК)           | Тре Пенне (2-е)           |

Примітки
1. ^ Ліга чемпіонів (ЛЧ1): Дві з п'ятнадцяти команд, які вибули з першого кваліфікаційного раунду Ліги чемпіонів (визначаються жеребкуванням) потрапить одразу до третього кваліфікаційного раунду (шлях чемпіонів), оскільки через зміни у списку квот у першому кваліфікаційному раунді беруть участь менше команд, аніж було заплановано.
2. ^ Ліхтенштейн (LIE): Усі 7 команд, афілійованих з Ліхтенштейнським футбольним союзом (LFV), грають у Швейцарській системі футбольних ліг. Єдиним змаганням, яке проводить LFV, є кубок Ліхтенштейну, переможець якого і потрапляє до кваліфікації Ліги конференцій.
3. ^ Росія (RUS): УЄФА виключили російські клуби з усіх змагань через повномасштабне вторгнення в Україну.[5][6] 2 травня 2022 УЄФА підтвердили рішення про виключення клубів з сезону 2022—23.[7]
4. ^ Україна (UKR): Українську Прем'єр-лігу 2021—22 не було завершено через повномасштабне вторгнення Росії. Четверта та п'ята команди на момент зупинення чемпіонату — Зоря (Луганськ) та Ворскла відповідно — були обрані Українською асоціацією футболу для участі у Лізі конференцій.

## Розклад матчів і жеребкувань
Розклад матчів і жеребкувань наведено в таблиці. Матчі заплановані на четвер (окрім фіналу), хоча, як виключення, деякі матчі можуть проходити у вівторок чи середу у разі виникнення конфлікту у розкладі (особливо для команд з країн, де є мало стадіонів, які відповідають вимогам УЄФА). Попри те, що для обмеженої кількості команд матчі можуть починатися о 17:30 за київським часом (16:30 CET/CEST), більшість матчів мають починатися о 19:45 та 22:00 за київським часом.
Усі жеребкування проводяться у штаб-квартирі УЄФА у Ньйоні (Швейцарія) о 14:00 чи 15:00 за київським часом.
| Етап          | Раунд                        | Дата жеребкування | Перші матчі                     | Матчі-відповіді                 |
| ------------- | ---------------------------- | ----------------- | ------------------------------- | ------------------------------- |
| Кваліфікація  | Перший кваліфікаційний раунд | 14 червня 2022    | 7 липня 2022                    | 14 липня 2022                   |
| Кваліфікація  | Другий кваліфікаційний раунд | 15 червня 2022    | 21 липня 2022                   | 28 липня 2022                   |
| Кваліфікація  | Третій кваліфікаційний раунд | 18 липня 2022     | 4 серпня 2022                   | 11 серпня 2022                  |
| Кваліфікація  | Раунд плей-оф                | 1 серпня 2022     | 18 серпня 2022                  | 25 серпня 2022                  |
| Груповий етап | Тур 1                        | 26 серпня 2022    | 8 вересня 2022                  | 8 вересня 2022                  |
| Груповий етап | Тур 2                        | 26 серпня 2022    | 15 вересня 2022                 | 15 вересня 2022                 |
| Груповий етап | Тур 3                        | 26 серпня 2022    | 6 жовтня 2022                   | 6 жовтня 2022                   |
| Груповий етап | Тур 4                        | 26 серпня 2022    | 13 жовтня 2022                  | 13 жовтня 2022                  |
| Груповий етап | Тур 5                        | 26 серпня 2022    | 27 жовтня 2022                  | 27 жовтня 2022                  |
| Груповий етап | Тур 6                        | 26 серпня 2022    | 3 листопада 2022                | 3 листопада 2022                |
| Плей-оф       | Стикові матчі                | 7 листопада 2022  | 16 лютого 2023                  | 23 лютого 2023                  |
| Плей-оф       | 1/8 фіналу                   | 24 лютого 2023    | 9 березня 2023                  | 16 березня 2023                 |
| Плей-оф       | 1/4 фіналу                   | 17 березня 2023   | 13 квітня 2023                  | 20 квітня 2023                  |
| Плей-оф       | 1/2 фіналу                   | 17 березня 2023   | 11 травня 2023                  | 18 травня 2023                  |
| Плей-оф       | Фінал                        | 17 березня 2023   | 7 червня 2023 («Сінобо», Прага) | 7 червня 2023 («Сінобо», Прага) |

## Кваліфікація

### Перший кваліфікаційний раунд
Жеребкування відбулося 14 червня 2022 року.
Перші матчі відбулися 7 липня 2022 року, а матчі-відповіді — 14 липня 2022 року.
| Команда 1         | Заг.           | Команда 2         | 1-й матч | 2-й матч |
| ----------------- | -------------- | ----------------- | -------- | -------- |
| Алашкерт          | 2:4            | Хамрун Спартанс   | 1:0      | 1:4      |
| Лехія (Гданськ)   | 6:2            | Академія Пандєва  | 4:1      | 2:1      |
| Інтер (Турку)     | 1:3            | Дріта             | 1:0      | 0:3      |
| Динамо (Тбілісі)  | 4:4 (пен. 5:6) | Пайде             | 2:3      | 2:1 (дч) |
| Паневежис         | 0:2            | Мілсамі           | 0:0      | 0:2      |
| Лачі              | 1:0            | Іскра             | 0:0      | 1:0      |
| Г'їлані           | 2:3            | Лієпая            | 1:0      | 1:3      |
| Сфинтул Георге    | 2:4            | Мура 05           | 1:2      | 1:2      |
| КуПС              | 2:0            | Діла              | 2:0      | 0:0      |
| Ружомберок        | 2:0            | Кауно Жальгіріс   | 2:0      | 0:0      |
| Будучност         | 4:2            | Ллапі             | 2:0      | 2:2      |
| Гзіра Юнайтед     | 2:1            | Атлетік Ескальдес | 1:1      | 1:0 (дч) |
| Борац (Баня-Лука) | 3:3 (пен. 3:4) | Б36 Торсгавн      | 2:0      | 1:3 (дч) |
| Олімпія (Любляна) | 3:2            | Діфферданж 03     | 1:1      | 2:1 (дч) |
| Сент-Джозефс      | 1:0            | Ларн              | 0:0      | 1:0      |
| УЕ Санта-Колома   | 1:5            | Брєйдаблік        | 0:1      | 1:4      |
| ДАК 1904          | 5:1            | Кліфтонвілл       | 2:1      | 3:0      |
| Вікінгур          | 3:1            | Юероп             | 1:0      | 2:1      |
| Бала Таун         | 2:2 (пен. 3:4) | Слайго Роверз     | 1:2      | 1:0 (дч) |
| Фола              | 1:4            | Тре Фйорі         | 0:1      | 1:3      |
| Динамо (Мінськ)   | 3:2            | Дечич             | 1:1      | 2:1      |
| Тре Пенне         | 0:8            | Тузла Сіті        | 0:2      | 0:6      |
| Сабуртало         | 1:1 (пен. 5:4) | Партизані         | 0:1      | 1:0 (дч) |
| Шкендія           | 4:2            | Арарат (Єреван)   | 2:0      | 2:2      |
| Флоріана          | 0:1            | Петрокуб          | 0:0      | 0:1      |
| Погонь (Щецин)    | 4:2            | Рейк'явік         | 4:1      | 0:1      |
| ГБ Торсгавн       | 2:2 (пен. 2:4) | Ньютаун           | 1:0      | 1:2 (дч) |
| Бруно Мегпіс      | 3:4            | Крузейдерс        | 2:1      | 1:3      |
| Флора             | 3:4            | СЯК               | 1:0      | 2:4 (дч) |
| Деррі Сіті        | 0:4            | Рига              | 0:2      | 0:2      |

1. 1 2 3 4  Порядок матчів було змінено після жеребкування.

### Другий кваліфікаційний раунд
Жеребкування відбулося 15 червня 2022 року.
Перші матчі відбулися 21 липня, а матчі-відповіді — 28 липня 2022 року.
| Команда 1            | Заг. | Команда 2         | 1-й матч | 2-й матч |
| -------------------- | ---- | ----------------- | -------- | -------- |
| Ла Фіоріта           | 0:10 | Балкані           | 0:4      | 0:6      |
| Вікінгур (Рейк'явік) | 2:0  | Нью-Сейнтс        | 2:0      | 0:0      |
| Сутьєска             | 0:1  | Клаксвік          | 0:0      | 0:1      |
| Гіберніанс           | 4:3  | ФКІ Левадія       | 3:2      | 1:1      |
| Тирана               | 2:4  | Зриньські         | 0:1      | 2:3      |
| Лех (Познань)        | 6:1  | Динамо (Батумі)   | 5:0      | 1:1      |
| Клуж                 | 4:1  | Інтер (Ескальдес) | 3:0      | 1:1      |
| Тобол                | 3:0  | Лінкольн Ред Імпс | 2:0      | 1:0      |

| Команда 1            | Заг.           | Команда 2           | 1-й матч | 2-й матч |
| -------------------- | -------------- | ------------------- | -------- | -------- |
| Гзіра Юнайтед        | 5:5 (пен. 3:1) | Раднички            | 2:2      | 3:3 (дч) |
| Аріс (Салоніки)      | 7:2            | Гомель              | 5:1      | 2:1      |
| Ботев (Пловдив)      | 0:2            | АПОЕЛ               | 0:0      | 0:2      |
| Фегервар             | 5:3            | Габала              | 4:1      | 1:2      |
| Істанбул Башакшехір  | 2:1            | Маккабі (Нетанья)   | 1:1      | 1:0      |
| Аріс (Лімасол)       | 2:3            | Нефтчі              | 2:0      | 0:3      |
| Вележ                | 0:2            | Хамрун Спартанс     | 0:1      | 0:1      |
| Сабуртало            | 3:4            | ФКСБ                | 1:0      | 2:4      |
| Македонія ГП         | 0:4            | ЦСКА (Софія)        | 0:0      | 0:4      |
| Хапоель (Беер-Шева)  | 3:1            | Динамо (Мінськ)     | 2:1      | 1:0      |
| Зіра                 | 0:3            | Маккабі (Тель-Авів) | 0:3      | 0:0      |
| Влазнія              | 1:4            | КС У Крайова        | 1:1      | 0:3      |
| Арарат-Вірменія      | 0:0 (пен. 3:5) | Пайде               | 0:0      | 0:0 (дч) |
| Кайрат               | 0:2            | Кішварда            | 0:1      | 0:1      |
| БАТЕ                 | 0:5            | Коньяспор           | 0:3      | 0:2      |
| Сепсі                | 3:3 (пен. 4:2) | Олімпія (Любляна)   | 3:1      | 0:2 (дч) |
| Кизилжар             | 3:2            | Осієк               | 1:2      | 2:0      |
| Лієпая               | 0:4            | Янг Бойз            | 0:1      | 0:3      |
| Рапід (Відень)       | 2:1            | Лехія (Гданськ)     | 0:0      | 2:1      |
| СЯК                  | 2:6            | Ліллестрем          | 0:1      | 2:5      |
| Брєйдаблік           | 3:2            | Будучност           | 2:0      | 1:2      |
| Сент-Патрікс Атлетік | 1:1 (пен. 6:5) | Мура 05             | 1:1      | 0:0 (дч) |
| Сент-Джозефс         | 0:11           | Славія (Прага)      | 0:4      | 0:7      |
| Спартак (Трнава)     | 6:2            | Ньютаун             | 4:1      | 2:1      |
| Судува               | 0:2            | Віборг              | 0:1      | 0:1      |
| Вікінгур (Гета)      | 0:4            | ДАК 1904            | 0:2      | 0:2      |
| Погонь (Щецин)       | 1:5            | Брондбю             | 1:1      | 0:4      |
| АЗ                   | 5:0            | Тузла Сіті          | 1:0      | 4:0      |
| Мотервелл            | 0:3            | Слайго Роверз       | 0:1      | 0:2      |
| Молде                | 6:2            | Ельфсборг           | 4:1      | 2:1      |
| Копер                | 1:2            | Вадуц               | 0:1      | 1:1 (дч) |
| Б36 Торсгавн         | 1:0            | Тре Фйорі           | 1:0      | 0:0      |
| Ружомберок           | 1:5            | Рига                | 0:3      | 1:2      |
| Базель               | 3:1            | Крузейдерс          | 2:0      | 1:1      |
| Антверпен            | 2:0            | Дріта               | 0:0      | 2:0      |
| Петрокуб             | 4:1            | Лачі                | 0:0      | 4:1      |
| Расінг               | 1:8            | Чукарички           | 1:4      | 0:4      |
| Левські              | 3:1            | ПАОК                | 2:0      | 1:1      |
| Віторія (Гімарайнш)  | 3:0            | Академія Пушкаша    | 3:0      | 0:0      |
| Рієка                | 1:4            | Юргорден            | 1:2      | 0:2      |
| Ворскла              | 3:4            | АІК                 | 3:2      | 0:2 (дч) |
| Валмієра             | 2:5            | Шкендія             | 1:2      | 1:3      |
| Ракув                | 6:0            | Астана              | 5:0      | 1:0      |
| КуПС                 | 6:3            | Мілсамі             | 2:2      | 4:1      |
| Спарта (Прага)       | 1:2            | Вікінг              | 0:0      | 1:2      |

1. 1 2 3 4  Порядок матчів було змінено після жеребкування.

### Третій кваліфікаційний раунд
Жеребкування відбулося 18 липня 2022 року.
Перші матчі відбулися 4 серпня, а матчі-відповіді — 11 серпня 2022 року.
| Команда 1            | Заг.           | Команда 2     | 1-й матч | 2-й матч |
| -------------------- | -------------- | ------------- | -------- | -------- |
| Вікінгур (Рейк'явік) | 2:4            | Лех (Познань) | 1:0      | 1:4 (дч) |
| РФШ                  | 4:2            | Гіберніанс    | 1:1      | 3:1      |
| Балкані              | 4:4 (пен. 4:3) | Клаксвік      | 3:2      | 1:2 (дч) |
| Зриньські            | 2:1            | Тобол         | 1:0      | 1:1      |
| Шахтар (Солігорськ)  | 0:1            | Клуж          | 0:0      | 0:1      |

| Команда 1           | Заг.           | Команда 2            | 1-й матч | 2-й матч |
| ------------------- | -------------- | -------------------- | -------- | -------- |
| Спартак (Трнава)    | 0:3            | Ракув                | 0:2      | 0:1      |
| АІК                 | 2:2 (пен. 3:2) | Шкендія              | 1:1      | 1:1 (дч) |
| Вікінг              | 5:2            | Слайго Роверз        | 5:1      | 0:1      |
| Брєйдаблік          | 1:6            | Істанбул Башакшехір  | 1:3      | 0:3      |
| КуПС                | 0:5            | Янг Бойз             | 0:2      | 0:3      |
| Пайде               | 0:5            | Андерлехт            | 0:2      | 0:3      |
| Віборг              | 5:1            | Б36 Торсгавн         | 3:0      | 2:1      |
| Хайдук (Спліт)      | 3:2            | Віторія (Гімарайнш)  | 3:1      | 0:1      |
| Брондбю             | 2:2 (пен. 1:3) | Базель               | 1:0      | 1:2 (дч) |
| Ліллестрем          | 1:5            | Антверпен            | 1:3      | 0:2      |
| ЦСКА (Софія)        | 2:1            | Сент-Патрікс Атлетік | 0:1      | 2:0      |
| Данді Юнайтед       | 1:7            | АЗ                   | 1:0      | 0:7      |
| АПОЕЛ               | 1:0            | Кизилжар             | 1:0      | 0:0      |
| ДАК 1904            | 0:2            | ФКСБ                 | 0:1      | 0:1      |
| Рига                | 1:5            | Жил Вісенте          | 1:1      | 0:4      |
| Вольфсбергер        | 4:0            | Гзіра Юнайтед        | 0:0      | 4:0      |
| Маккабі (Тель-Авів) | 3:2            | Аріс (Салоніки)      | 2:0      | 1:2      |
| Молде               | 4:2            | Кішварда             | 3:0      | 1:2      |
| Нефтчі              | 2:3            | Рапід (Відень)       | 2:1      | 0:2 (дч) |
| Лугано              | 1:5            | Хапоель (Беер-Шева)  | 0:2      | 1:3      |
| Хамрун Спартанс     | 2:2 (пен. 4:1) | Левські              | 0:1      | 2:1 (дч) |
| Чукарички           | 2:7            | Твенте               | 1:3      | 1:4      |
| Зоря (Луганськ)     | 1:3            | КС У Крайова         | 1:0      | 0:3      |
| Вадуц               | 5:3            | Коньяспор            | 1:1      | 4:2      |
| Сепсі               | 2:6            | Юргорден             | 1:3      | 1:3      |
| Фегервар            | 7:1            | Петрокуб             | 5:0      | 2:1      |
| Славія (Прага)      | 3:1            | Панатінаїкос         | 2:0      | 1:1      |

1. 1 2  Порядок матчів було змінено після жеребкування.

### Раунд плей-оф
Жеребкування відбулося 2 серпня 2022 року.
Перші матчі відбулися 18 серпня, а матчі-відповіді — 25 серпня 2022 року.
| Команда 1     | Заг.           | Команда 2           | 1-й матч | 2-й матч |
| ------------- | -------------- | ------------------- | -------- | -------- |
| Марибор       | 0:1            | Клуж                | 0:0      | 0:1      |
| РФШ           | 3:3 (пен. 4:2) | Лінфілд             | 2:2      | 1:1 (дч) |
| Лех (Познань) | 3:1            | Ф91 Дюделанж        | 2:0      | 1:1      |
| Шкупі         | 1:3            | Балкані             | 1:2      | 0:1      |
| Зриньські     | 2:2 (пен. 5:6) | Слован (Братислава) | 1:0      | 1:2 (дч) |

| Команда 1           | Заг.           | Команда 2           | 1-й матч | 2-й матч |
| ------------------- | -------------- | ------------------- | -------- | -------- |
| ЦСКА (Софія)        | 1:2            | Базель              | 1:0      | 0:2      |
| Юргорден            | 5:3            | АПОЕЛ               | 3:0      | 2:3      |
| Істанбул Башакшехір | 4:2            | Антверпен           | 1:1      | 3:1      |
| Фіорентіна          | 2:1            | Твенте              | 2:1      | 0:0      |
| Вадуц               | 2:1            | Рапід (Відень)      | 1:1      | 1:0      |
| Маккабі (Тель-Авів) | 1:2            | Ніцца               | 1:0      | 0:2 (дч) |
| ФКСБ                | 4:3            | Вікінг              | 1:2      | 3:1      |
| Вільярреал          | 6:2            | Хайдук (Спліт)      | 4:2      | 2:0      |
| Ракув               | 2:3            | Славія (Прага)      | 2:1      | 0:2 (дч) |
| КС У Крайова        | 2:2 (пен. 3:4) | Хапоель (Беер-Шева) | 1:1      | 1:1 (дч) |
| Партизан            | 7:4            | Хамрун Спартанс     | 4:1      | 3:3      |
| Кельн               | 4:2            | Фегервар            | 1:2      | 3:0      |
| Вест Гем Юнайтед    | 6:1            | Віборг              | 3:1      | 3:0      |
| Янг Бойз            | 1:1 (пен. 1:3) | Андерлехт           | 0:1      | 1:0 (дч) |
| Словацко            | 4:0            | АІК                 | 3:0      | 1:0      |
| Молде               | 4:1            | Вольфсбергер        | 0:1      | 4:0      |
| АЗ                  | 6:1            | Жил Вісенте         | 4:0      | 2:1      |

1. ↑  Порядок матчів було змінено після жеребкування.

## Груповий етап
- Команди з Бельгії
- Андерлехт
- Гент

Жеребкування групового етапу відбулося 26 серпня 2022 року о 15:30 EEST. За результатами жеребкування 32 команди були поділені на 8 груп (по 4 команди в кожній). Для жеребкування команди розділено на 4 кошики на основі клубних коефіцієнтів УЄФА 2022.
Команди з однієї асоціації не можуть потрапити в одну групу.
Матчі групового етапу пройшли 8 і 15 вересня, 6, 13 і 27 жовтня, 4 і 25 листопада та 3 грудня 2022 року. Команди, які зайняли перші в групах, пройшли до 1/8 фіналу. Команди, які зайняли другі місця, пройшли до стикових матчів.
Усі команди, окрім тих, які брали участь у груповому етапі попереднього сезону (АЗ, Базель, Гент, Клуж, Партизан та Славія), вперше потрапили до групового етапу цього турніру. Окрім того, Балкані, Вадуц, Дніпро-1, Жальгіріс, Пюнік, РФШ, Сількеборг, Словацко та Юргорден дебютували у груповому етапі змагань УЄФА загалом, а Балкані, Вадуц та Жальгіріс стали першими представниками Косово, Ліхтенштейну та Литви відповідно, які потрапили до групового етапу змагань УЄФА.

### Група A
| Поз | Команда             | І | В | Н | П | ГЗ | ГП | РГ  | О  | Кваліфікація             |     | ІБШ | ФІО | ГАР | РФШ |
| --- | ------------------- | - | - | - | - | -- | -- | --- | -- | ------------------------ | --- | --- | --- | --- | --- |
| 1   | Істанбул Башакшехір | 6 | 4 | 1 | 1 | 14 | 3  | +11 | 13 | Вихід в 1/8 фіналу       |     | —   | 3:0 | 3:1 | 3:0 |
| 2   | Фіорентіна          | 6 | 4 | 1 | 1 | 14 | 6  | +8  | 13 | Вихід до стикових матчів |     | 2:1 | —   | 5:1 | 1:1 |
| 3   | Гартс               | 6 | 2 | 0 | 4 | 6  | 16 | −10 | 6  |                          |     | 0:4 | 0:3 | —   | 2:1 |
| 4   | РФШ                 | 6 | 0 | 2 | 4 | 2  | 11 | −9  | 2  |                          | 0:0 | 0:3 | 0:2 | —   |     |

### Група B
| Поз | Команда          | І | В | Н | П | ГЗ | ГП | РГ  | О  | Кваліфікація             |     | ВГМ | АНД | СІЛ | ФКСБ |
| --- | ---------------- | - | - | - | - | -- | -- | --- | -- | ------------------------ | --- | --- | --- | --- | ---- |
| 1   | Вест Гем Юнайтед | 6 | 6 | 0 | 0 | 13 | 4  | +9  | 18 | Вихід в 1/8 фіналу       |     | —   | 2:1 | 1:0 | 3:1  |
| 2   | Андерлехт        | 6 | 2 | 2 | 2 | 6  | 5  | +1  | 8  | Вихід до стикових матчів |     | 0:1 | —   | 1:0 | 2:2  |
| 3   | Сількеборг       | 6 | 2 | 0 | 4 | 12 | 7  | +5  | 6  |                          |     | 2:3 | 0:2 | —   | 5:0  |
| 4   | ФКСБ             | 6 | 0 | 2 | 4 | 3  | 18 | −15 | 2  |                          | 0:3 | 0:0 | 0:5 | —   |      |

### Група C
| Поз | Команда             | І | В | Н | П | ГЗ | ГП | РГ  | О  | Кваліфікація             |     | ВЛР | ЛЕХ | ХБШ | АУС |
| --- | ------------------- | - | - | - | - | -- | -- | --- | -- | ------------------------ | --- | --- | --- | --- | --- |
| 1   | Вільярреал          | 6 | 4 | 1 | 1 | 14 | 9  | +5  | 13 | Вихід в 1/8 фіналу       |     | —   | 4:3 | 2:2 | 5:0 |
| 2   | Лех (Познань)       | 6 | 2 | 3 | 1 | 12 | 7  | +5  | 9  | Вихід до стикових матчів |     | 3:0 | —   | 0:0 | 4:1 |
| 3   | Хапоель (Беер-Шева) | 6 | 1 | 4 | 1 | 8  | 5  | +3  | 7  |                          |     | 1:2 | 1:1 | —   | 4:0 |
| 4   | Аустрія (Відень)    | 6 | 0 | 2 | 4 | 2  | 15 | −13 | 2  |                          | 0:1 | 1:1 | 0:0 | —   |     |

### Група D
| Поз | Команда  | І | В | Н | П | ГЗ | ГП | РГ | О | Кваліфікація             |     | НІЦ | ПАР | КЕЛ | СВЦ |
| --- | -------- | - | - | - | - | -- | -- | -- | - | ------------------------ | --- | --- | --- | --- | --- |
| 1   | Ніцца    | 6 | 2 | 3 | 1 | 8  | 7  | +1 | 9 | Вихід в 1/8 фіналу       |     | —   | 2:1 | 1:1 | 1:2 |
| 2   | Партизан | 6 | 2 | 3 | 1 | 9  | 7  | +2 | 9 | Вихід до стикових матчів |     | 1:1 | —   | 2:0 | 1:1 |
| 3   | Кельн    | 6 | 2 | 2 | 2 | 8  | 8  | 0  | 8 |                          |     | 2:2 | 0:1 | —   | 4:2 |
| 4   | Словацко | 6 | 1 | 2 | 3 | 8  | 11 | −3 | 5 |                          | 0:1 | 3:3 | 0:1 | —   |     |

1. 1 2  Очки в очних зустрічах: Ніцца 4, Партизан 1

### Група E
| Поз | Команда           | І | В | Н | П | ГЗ | ГП | РГ | О  | Кваліфікація             |     | АЗ  | ДН1 | АПО | ВАД |
| --- | ----------------- | - | - | - | - | -- | -- | -- | -- | ------------------------ | --- | --- | --- | --- | --- |
| 1   | АЗ                | 6 | 5 | 0 | 1 | 12 | 6  | +6 | 15 | Вихід в 1/8 фіналу       |     | —   | 2:1 | 3:2 | 4:1 |
| 2   | Дніпро-1          | 6 | 3 | 1 | 2 | 9  | 7  | +2 | 10 | Вихід до стикових матчів |     | 0:1 | —   | 1:0 | 2:2 |
| 3   | Аполлон (Лімасол) | 6 | 2 | 1 | 3 | 5  | 7  | −2 | 7  |                          |     | 1:0 | 1:3 | —   | 1:0 |
| 4   | Вадуц             | 6 | 0 | 2 | 4 | 5  | 11 | −6 | 2  |                          | 1:2 | 1:2 | 0:0 | —   |     |

### Група F
| Поз | Команда       | І | В | Н | П | ГЗ | ГП | РГ | О  | Кваліфікація             |     | ЮРГ | ГНТ | МОЛ | ШЕМ |
| --- | ------------- | - | - | - | - | -- | -- | -- | -- | ------------------------ | --- | --- | --- | --- | --- |
| 1   | Юргорден      | 6 | 5 | 1 | 0 | 12 | 6  | +6 | 16 | Вихід в 1/8 фіналу       |     | —   | 4:2 | 3:2 | 1:0 |
| 2   | Гент          | 6 | 2 | 2 | 2 | 10 | 6  | +4 | 8  | Вихід до стикових матчів |     | 0:1 | —   | 4:0 | 3:0 |
| 3   | Молде         | 6 | 2 | 1 | 3 | 9  | 10 | −1 | 7  |                          |     | 2:3 | 0:0 | —   | 3:0 |
| 4   | Шемрок Роверс | 6 | 0 | 2 | 4 | 1  | 10 | −9 | 2  |                          | 0:0 | 1:1 | 0:2 | —   |     |

### Група G
| Поз | Команда        | І | В | Н | П | ГЗ | ГП | РГ | О  | Кваліфікація             |     | СІВ | КЛЖ | СЛА | БАЛ |
| --- | -------------- | - | - | - | - | -- | -- | -- | -- | ------------------------ | --- | --- | --- | --- | --- |
| 1   | Сівасспор      | 6 | 3 | 2 | 1 | 11 | 7  | +4 | 11 | Вихід в 1/8 фіналу       |     | —   | 3:0 | 1:1 | 3:4 |
| 2   | Клуж           | 6 | 3 | 1 | 2 | 5  | 5  | 0  | 10 | Вихід до стикових матчів |     | 0:1 | —   | 2:0 | 1:0 |
| 3   | Славія (Прага) | 6 | 2 | 2 | 2 | 6  | 7  | −1 | 8  |                          |     | 1:1 | 0:1 | —   | 3:2 |
| 4   | Балкані        | 6 | 1 | 1 | 4 | 8  | 11 | −3 | 4  |                          | 1:2 | 1:1 | 0:1 | —   |     |

### Група H
| Поз | Команда             | І | В | Н | П | ГЗ | ГП | РГ | О  | Кваліфікація             |     | СЛБ | БАЗ | ПЮН | ЖАЛ |
| --- | ------------------- | - | - | - | - | -- | -- | -- | -- | ------------------------ | --- | --- | --- | --- | --- |
| 1   | Слован (Братислава) | 6 | 3 | 2 | 1 | 9  | 7  | +2 | 11 | Вихід в 1/8 фіналу       |     | —   | 3:3 | 2:1 | 0:0 |
| 2   | Базель              | 6 | 3 | 2 | 1 | 11 | 9  | +2 | 11 | Вихід до стикових матчів |     | 0:2 | —   | 3:1 | 2:2 |
| 3   | Пюнік               | 6 | 2 | 0 | 4 | 8  | 9  | −1 | 6  |                          |     | 2:0 | 1:2 | —   | 2:0 |
| 4   | Жальгіріс           | 6 | 1 | 2 | 3 | 5  | 8  | −3 | 5  |                          | 1:2 | 0:1 | 2:1 | —   |     |

1. 1 2  Очки в очних зустрічах: Слован 4, Базель 1

## Плей-оф
Кожна зустріч у плей-оф, окрім фіналу, проходить у двоматчевому форматі (вдома та на виїзді).
Процедура жеребкування для кожного раунду виглядає наступним чином:
- У жеребкуванні стикових матчів 8 других місць групового етапу є сіяними, а 8 команд, що посіли третє місце в групах Ліги Європи — несіяними. Сіяні команди грають з несіяними. Сіяна команда грає вдома у матчі-відповіді. Команди з однієї асоціації не можуть грати між собою.
- У жеребкуванні 1/8 фіналу 8 переможців груп є сіяними, а 8 переможців стикових матчів — несіяними. Сіяні команди грають з несіяними. Сіяна команда грає вдома у матчі-відповіді. Команди з однієї асоціації не можуть грати між собою.
- У жеребкуванні 1/4 фіналу та 1/2 фіналу немає сіяних та несіяних, а також відсутні обмеження, що накладалися в 1/8 фіналу, тобто будь-яка команда може грати з будь-якою іншою. Оскільки жеребкування 1/4 та 1/2 фіналу проводяться разом, не буде відомо, які з команд пройшли до 1/2 фіналу. Також жеребкуванням визначається, переможець якого з півфіналів буде номінальним «господарем» у фіналі (лише адміністративно, оскільки фінал проводиться на нейтральному стадіоні).

### Турнірна сітка
|  |                  |                  |                 |                 |                 |                 |               |                     |                     |                 |                   |                 |  |  |                  |                  |            |            |            |  |  |            |            |            |            |            |  |  |       |       |       |
|  | Стикові матчі    | Стикові матчі    | Стикові матчі   | Стикові матчі   | Стикові матчі   |                 |               | 1/8 фіналу          | 1/8 фіналу          | 1/8 фіналу      | 1/8 фіналу        | 1/8 фіналу      |  |  | 1/4 фіналу       | 1/4 фіналу       | 1/4 фіналу | 1/4 фіналу | 1/4 фіналу |  |  | 1/2 фіналу | 1/2 фіналу | 1/2 фіналу | 1/2 фіналу | 1/2 фіналу |  |  | Фінал | Фінал | Фінал |
|  | Стикові матчі    | Стикові матчі    | Стикові матчі   | Стикові матчі   | Стикові матчі   |                 |               | 1/8 фіналу          | 1/8 фіналу          | 1/8 фіналу      | 1/8 фіналу        | 1/8 фіналу      |  |  | 1/4 фіналу       | 1/4 фіналу       | 1/4 фіналу | 1/4 фіналу | 1/4 фіналу |  |  | 1/2 фіналу | 1/2 фіналу | 1/2 фіналу | 1/2 фіналу | 1/2 фіналу |  |  | Фінал | Фінал | Фінал |
|  |                  |                  |                 |                 |                 | 9 та 16 березня |               |                     |                     |                 |                   |                 |  |  |                  |                  |            |            |            |  |  |            |            |            |            |            |  |  |       |       |       |
|  |                  |                  |                 |                 |                 |                 |               |                     |                     |                 |                   |                 |  |  |                  |                  |            |            |            |  |  |            |            |            |            |            |  |  |       |       |       |
|  | 16 та 23 лютого  | 16 та 23 лютого  | 16 та 23 лютого | 16 та 23 лютого | 16 та 23 лютого | Лех (Познань)   | Лех (Познань) | 2                   | 3                   | 5               |                   |                 |  |  |                  |                  |            |            |            |  |  |            |            |            |            |            |  |  |       |       |       |
|  | 16 та 23 лютого  | 16 та 23 лютого  | 16 та 23 лютого | 16 та 23 лютого | 16 та 23 лютого | Лех (Познань)   | Лех (Познань) | 2                   | 3                   | 5               | 13 та 20 квітня   |                 |  |  |                  |                  |            |            |            |  |  |            |            |            |            |            |  |  |       |       |       |
|  | Буде-Глімт       | Буде-Глімт       | 0               | 0               | 0               |                 |               | Юргорден            | Юргорден            | 0               | 0                 | 0               |  |  |                  |                  |            |            |            |  |  |            |            |            |            |            |  |  |       |       |       |
|  | Буде-Глімт       | Буде-Глімт       | 0               | 0               | 0               |                 |               | Юргорден            | Юргорден            | 0               | 0                 | 0               |  |  | Лех (Познань)    | Лех (Познань)    | 1          | 3          | 4          |  |  |            |            |            |            |            |  |  |       |       |       |
|  | Лех (Познань)    | Лех (Познань)    | 0               | 1               | 1               |                 |               | 9 та 16 березня     | 9 та 16 березня     | 9 та 16 березня | 9 та 16 березня   | 9 та 16 березня |  |  | Лех (Познань)    | Лех (Познань)    | 1          | 3          | 4          |  |  |            |            |            |            |            |  |  |       |       |       |
|  | Лех (Познань)    | Лех (Познань)    | 0               | 1               | 1               |                 |               | 9 та 16 березня     | 9 та 16 березня     | 9 та 16 березня | 9 та 16 березня   | 9 та 16 березня |  |  | Фіорентіна       | Фіорентіна       | 4          | 2          | 6          |  |  |            |            |            |            |            |  |  |       |       |       |
|  | 16 та 23 лютого  | 16 та 23 лютого  | 16 та 23 лютого | 16 та 23 лютого | 16 та 23 лютого | Фіорентіна      | Фіорентіна    | 1                   | 4                   | 5               |                   |                 |  |  | Фіорентіна       | Фіорентіна       | 4          | 2          | 6          |  |  |            |            |            |            |            |  |  |       |       |       |
|  | 16 та 23 лютого  | 16 та 23 лютого  | 16 та 23 лютого | 16 та 23 лютого | 16 та 23 лютого | Фіорентіна      | Фіорентіна    | 1                   | 4                   | 5               | 11 та 18 травня   |                 |  |  |                  |                  |            |            |            |  |  |            |            |            |            |            |  |  |       |       |       |
|  | Брага            | Брага            | 0               | 2               | 2               |                 |               | Сівасспор           | Сівасспор           | 0               | 1                 | 1               |  |  |                  |                  |            |            |            |  |  |            |            |            |            |            |  |  |       |       |       |
|  | Брага            | Брага            | 0               | 2               | 2               |                 |               | Сівасспор           | Сівасспор           | 0               | 1                 | 1               |  |  | Фіорентіна (дч)  | Фіорентіна (дч)  | 1          | 3          | 4          |  |  |            |            |            |            |            |  |  |       |       |       |
|  | Фіорентіна       | Фіорентіна       | 4               | 3               | 7               |                 |               | 9 та 16 березня     | 9 та 16 березня     | 9 та 16 березня | 9 та 16 березня   | 9 та 16 березня |  |  |                  |                  |            | 3          | 4          |  |  |            |            |            |            |            |  |  |       |       |       |
|  | Фіорентіна       | Фіорентіна       | 4               | 3               | 7               |                 |               | 9 та 16 березня     | 9 та 16 березня     | 9 та 16 березня | 9 та 16 березня   | 9 та 16 березня |  |  | Базель           | Базель           | 2          | 1          | 3          |  |  |            |            |            |            |            |  |  |       |       |       |
|  | 16 та 23 лютого  | 16 та 23 лютого  | 16 та 23 лютого | 16 та 23 лютого | 16 та 23 лютого | Базель (пен.)   | Базель (пен.) | 2                   | 2                   | 4 (4)           |                   |                 |  |  |                  | Базель           | 2          | 1          | 3          |  |  |            |            |            |            |            |  |  |       |       |       |
|  | 16 та 23 лютого  | 16 та 23 лютого  | 16 та 23 лютого | 16 та 23 лютого | 16 та 23 лютого | Базель (пен.)   | Базель (пен.) | 2                   | 2                   | 4 (4)           | 13 та 20 квітня   |                 |  |  |                  |                  |            |            |            |  |  |            |            |            |            |            |  |  |       |       |       |
|  | Трабзонспор      | Трабзонспор      | 1               | 0               | 1               |                 |               | Слован (Братислава) | Слован (Братислава) | 2               | 2                 | 4 (1)           |  |  |                  |                  |            |            |            |  |  |            |            |            |            |            |  |  |       |       |       |
|  | Трабзонспор      | Трабзонспор      | 1               | 0               | 1               |                 |               | Слован (Братислава) | Слован (Братислава) | 2               | 2                 | 4 (1)           |  |  | Базель (дч)      | Базель (дч)      | 2          | 2          | 4          |  |  |            |            |            |            |            |  |  |       |       |       |
|  | Базель           | Базель           | 0               | 2               | 2               |                 |               | 9 та 16 березня     | 9 та 16 березня     | 9 та 16 березня | 9 та 16 березня   | 9 та 16 березня |  |  | Базель (дч)      | Базель (дч)      | 2          | 2          | 4          |  |  |            |            |            |            |            |  |  |       |       |       |
|  | Базель           | Базель           | 0               | 2               | 2               |                 |               | 9 та 16 березня     | 9 та 16 березня     | 9 та 16 березня | 9 та 16 березня   | 9 та 16 березня |  |  | Ніцца            | Ніцца            | 2          | 1          | 3          |  |  |            |            |            |            |            |  |  |       |       |       |
|  | 16 та 23 лютого  | 16 та 23 лютого  | 16 та 23 лютого | 16 та 23 лютого | 16 та 23 лютого | Шериф           | Шериф         | 0                   | 1                   | 1               |                   |                 |  |  | Ніцца            | Ніцца            | 2          | 1          | 3          |  |  |            |            |            |            |            |  |  |       |       |       |
|  | 16 та 23 лютого  | 16 та 23 лютого  | 16 та 23 лютого | 16 та 23 лютого | 16 та 23 лютого | Шериф           | Шериф         | 0                   | 1                   | 1               | 7 червня – Сінобо |                 |  |  |                  |                  |            |            |            |  |  |            |            |            |            |            |  |  |       |       |       |
|  | Шериф            | Шериф            | 0               | 3               | 3               |                 |               | Ніцца               | Ніцца               | 1               | 3                 | 4               |  |  |                  |                  |            |            |            |  |  |            |            |            |            |            |  |  |       |       |       |
|  | Шериф            | Шериф            | 0               | 3               | 3               |                 |               | Ніцца               | Ніцца               | 1               | 3                 | 4               |  |  | Фіорентіна       | Фіорентіна       | 1          |            |            |  |  |            |            |            |            |            |  |  |       |       |       |
|  | Партизан         | Партизан         | 1               | 1               | 2               |                 |               | 9 та 15 березня     | 9 та 15 березня     | 9 та 15 березня | 9 та 15 березня   | 9 та 15 березня |  |  |                  |                  |            |            |            |  |  |            |            |            |            |            |  |  |       |       |       |
|  | Партизан         | Партизан         | 1               | 1               | 2               |                 |               | 9 та 15 березня     | 9 та 15 березня     | 9 та 15 березня | 9 та 15 березня   | 9 та 15 березня |  |  | Вест Гем Юнайтед | Вест Гем Юнайтед | 2          |            |            |  |  |            |            |            |            |            |  |  |       |       |       |
|  | 16 та 23 лютого  | 16 та 23 лютого  | 16 та 23 лютого | 16 та 23 лютого | 16 та 23 лютого | Гент            | Гент          | 1                   | 4                   | 5               |                   |                 |  |  |                  | Вест Гем Юнайтед | 2          |            |            |  |  |            |            |            |            |            |  |  |       |       |       |
|  | 16 та 23 лютого  | 16 та 23 лютого  | 16 та 23 лютого | 16 та 23 лютого | 16 та 23 лютого | Гент            | Гент          | 1                   | 4                   | 5               | 13 та 20 квітня   |                 |  |  |                  |                  |            |            |            |  |  |            |            |            |            |            |  |  |       |       |       |
|  | Карабах          | Карабах          | 1               | 0               | 1 (3)           |                 |               | Істанбул Башакшехір | Істанбул Башакшехір | 1               | 1                 | 2               |  |  |                  |                  |            |            |            |  |  |            |            |            |            |            |  |  |       |       |       |
|  | Карабах          | Карабах          | 1               | 0               | 1 (3)           |                 |               | Істанбул Башакшехір | Істанбул Башакшехір | 1               | 1                 | 2               |  |  | Гент             | Гент             | 1          | 1          | 2          |  |  |            |            |            |            |            |  |  |       |       |       |
|  | Гент (пен.)      | Гент (пен.)      | 0               | 1               | 1 (5)           |                 |               | 9 та 16 березня     | 9 та 16 березня     | 9 та 16 березня | 9 та 16 березня   | 9 та 16 березня |  |  | Гент             | Гент             | 1          | 1          | 2          |  |  |            |            |            |            |            |  |  |       |       |       |
|  | Гент (пен.)      | Гент (пен.)      | 0               | 1               | 1 (5)           |                 |               | 9 та 16 березня     | 9 та 16 березня     | 9 та 16 березня | 9 та 16 березня   | 9 та 16 березня |  |  | Вест Гем Юнайтед | Вест Гем Юнайтед | 1          | 4          | 5          |  |  |            |            |            |            |            |  |  |       |       |       |
|  | 16 та 23 лютого  | 16 та 23 лютого  | 16 та 23 лютого | 16 та 23 лютого | 16 та 23 лютого | АЕК (Ларнака)   | АЕК (Ларнака) | 0                   | 0                   | 0               |                   |                 |  |  | Вест Гем Юнайтед | Вест Гем Юнайтед | 1          | 4          | 5          |  |  |            |            |            |            |            |  |  |       |       |       |
|  | 16 та 23 лютого  | 16 та 23 лютого  | 16 та 23 лютого | 16 та 23 лютого | 16 та 23 лютого | АЕК (Ларнака)   | АЕК (Ларнака) | 0                   | 0                   | 0               | 11 та 18 травня   |                 |  |  |                  |                  |            |            |            |  |  |            |            |            |            |            |  |  |       |       |       |
|  | АЕК (Ларнака)    | АЕК (Ларнака)    | 1               | 0               | 1               |                 |               | Вест Гем Юнайтед    | Вест Гем Юнайтед    | 2               | 4                 | 6               |  |  |                  |                  |            |            |            |  |  |            |            |            |            |            |  |  |       |       |       |
|  | АЕК (Ларнака)    | АЕК (Ларнака)    | 1               | 0               | 1               |                 |               | Вест Гем Юнайтед    | Вест Гем Юнайтед    | 2               | 4                 | 6               |  |  | Вест Гем Юнайтед | Вест Гем Юнайтед | 2          | 1          | 3          |  |  |            |            |            |            |            |  |  |       |       |       |
|  | Дніпро-1         | Дніпро-1         | 0               | 0               | 0               |                 |               | 9 та 16 березня     | 9 та 16 березня     | 9 та 16 березня | 9 та 16 березня   | 9 та 16 березня |  |  |                  |                  |            | 1          | 3          |  |  |            |            |            |            |            |  |  |       |       |       |
|  | Дніпро-1         | Дніпро-1         | 0               | 0               | 0               |                 |               | 9 та 16 березня     | 9 та 16 березня     | 9 та 16 березня | 9 та 16 березня   | 9 та 16 березня |  |  | АЗ               | АЗ               | 1          | 0          | 1          |  |  |            |            |            |            |            |  |  |       |       |       |
|  | 16 та 23 лютого  | 16 та 23 лютого  | 16 та 23 лютого | 16 та 23 лютого | 16 та 23 лютого | Андерлехт       | Андерлехт     | 1                   | 1                   | 2               |                   |                 |  |  |                  | АЗ               | 1          | 0          | 1          |  |  |            |            |            |            |            |  |  |       |       |       |
|  | 16 та 23 лютого  | 16 та 23 лютого  | 16 та 23 лютого | 16 та 23 лютого | 16 та 23 лютого | Андерлехт       | Андерлехт     | 1                   | 1                   | 2               | 13 та 20 квітня   |                 |  |  |                  |                  |            |            |            |  |  |            |            |            |            |            |  |  |       |       |       |
|  | Лудогорець       | Лудогорець       | 1               | 1               | 2 (0)           |                 |               | Вільярреал          | Вільярреал          | 1               | 0                 | 1               |  |  |                  |                  |            |            |            |  |  |            |            |            |            |            |  |  |       |       |       |
|  | Лудогорець       | Лудогорець       | 1               | 1               | 2 (0)           |                 |               | Вільярреал          | Вільярреал          | 1               | 0                 | 1               |  |  | Андерлехт        | Андерлехт        | 2          | 0          | 2 (1)      |  |  |            |            |            |            |            |  |  |       |       |       |
|  | Андерлехт (пен.) | Андерлехт (пен.) | 0               | 2               | 2 (3)           |                 |               | 7 та 16 березня     | 7 та 16 березня     | 7 та 16 березня | 7 та 16 березня   | 7 та 16 березня |  |  | Андерлехт        | Андерлехт        | 2          | 0          | 2 (1)      |  |  |            |            |            |            |            |  |  |       |       |       |
|  | Андерлехт (пен.) | Андерлехт (пен.) | 0               | 2               | 2 (3)           |                 |               | 7 та 16 березня     | 7 та 16 березня     | 7 та 16 березня | 7 та 16 березня   | 7 та 16 березня |  |  | АЗ (пен.)        | АЗ (пен.)        | 0          | 2          | 2 (4)      |  |  |            |            |            |            |            |  |  |       |       |       |
|  | 16 та 23 лютого  | 16 та 23 лютого  | 16 та 23 лютого | 16 та 23 лютого | 16 та 23 лютого | Лаціо           | Лаціо         | 1                   | 1                   | 2               |                   |                 |  |  | АЗ (пен.)        | АЗ (пен.)        | 0          | 2          | 2 (4)      |  |  |            |            |            |            |            |  |  |       |       |       |
|  | 16 та 23 лютого  | 16 та 23 лютого  | 16 та 23 лютого | 16 та 23 лютого | 16 та 23 лютого | Лаціо           | Лаціо         | 1                   | 1                   | 2               |                   |                 |  |  |                  |                  |            |            |            |  |  |            |            |            |            |            |  |  |       |       |       |
|  | Лаціо            | Лаціо            | 1               | 0               | 1               |                 |               | АЗ                  | АЗ                  | 2               | 2                 | 4               |  |  |                  |                  |            |            |            |  |  |            |            |            |            |            |  |  |       |       |       |
|  | Лаціо            | Лаціо            | 1               | 0               | 1               |                 |               | АЗ                  | АЗ                  | 2               | 2                 | 4               |  |  |                  |                  |            |            |            |  |  |            |            |            |            |            |  |  |       |       |       |
|  | Клуж             | Клуж             | 0               | 0               | 0               |                 |               |                     |                     |                 |                   |                 |  |  |                  |                  |            |            |            |  |  |            |            |            |            |            |  |  |       |       |       |
|  | Клуж             | Клуж             | 0               | 0               | 0               |                 |               |                     |                     |                 |                   |                 |  |  |                  |                  |            |            |            |  |  |            |            |            |            |            |  |  |       |       |       |

### Стикові матчі
Жеребкування відбулося 7 листопада 2022 року.
Перші матчі відбулися 16 лютого 2023 року, а матчі-відповіді — 23 лютого.
| Команда 1     | Заг.           | Команда 2     | 1-й матч | 2-й матч |
| ------------- | -------------- | ------------- | -------- | -------- |
| Карабах       | 1:1 (пен. 3:5) | Гент          | 1:0      | 0:1 (дч) |
| Трабзонспор   | 1:2            | Базель        | 1:0      | 0:2      |
| Лаціо         | 1:0            | Клуж          | 1:0      | 0:0      |
| Буде-Глімт    | 0:1            | Лех (Познань) | 0:0      | 0:1      |
| Брага         | 2:7            | Фіорентіна    | 0:4      | 2:3      |
| АЕК (Ларнака) | 1:0            | Дніпро-1      | 1:0      | 0:0      |
| Шериф         | 3:2            | Партизан      | 0:1      | 3:1      |
| Лудогорець    | 2:2 (пен. 0:3) | Андерлехт     | 1:0      | 1:2 (дч) |

### 1/8 фіналу
Жеребкування відбулося 24 лютого 2023 року.
Перші матчі відбулися 9 березня 2023 року, а матчі-відповіді — 16 березня.
| Команда 1     | Заг.           | Команда 2           | 1-й матч | 2-й матч |
| ------------- | -------------- | ------------------- | -------- | -------- |
| АЕК (Ларнака) | 0:6            | Вест Гем Юнайтед    | 0:2      | 0:4      |
| Фіорентіна    | 5:1            | Сівасспор           | 1:0      | 4:1      |
| Лаціо         | 2:4            | АЗ                  | 1:2      | 1:2      |
| Лех (Познань) | 5:0            | Юргорден            | 2:0      | 3:0      |
| Базель        | 4:4 (пен. 4:1) | Слован (Братислава) | 2:2      | 2:2 (дч) |
| Шериф         | 1:4            | Ніцца               | 0:1      | 1:3      |
| Андерлехт     | 2:1            | Вільярреал          | 1:1      | 1:0      |
| Гент          | 5:2            | Істанбул Башакшехір | 1:1      | 4:1      |

### 1/4 фіналу
Жеребкування відбулося 17 березня 2023 року.
Перші матчі відбулися 13 квітня 2023 року, а матчі-відповіді — 20 квітня.
| Команда 1     | Заг.           | Команда 2        | 1-й матч | 2-й матч |
| ------------- | -------------- | ---------------- | -------- | -------- |
| Лех (Познань) | 4:6            | Фіорентіна       | 1:4      | 3:2      |
| Гент          | 2:5            | Вест Гем Юнайтед | 1:1      | 1:4      |
| Андерлехт     | 2:2 (пен. 1:4) | АЗ               | 2:0      | 0:2 (дч) |
| Базель        | 4:3            | Ніцца            | 2:2      | 2:1 (дч) |

### 1/2 фіналу
Жеребкування відбулося 17 березня 2023 року. 
Перші матчі відбулися 11 травня 2023 року, а матчі-відповіді — 18 травня.
| Команда 1        | Заг. | Команда 2 | 1-й матч | 2-й матч |
| ---------------- | ---- | --------- | -------- | -------- |
| Фіорентіна       | 4:3  | Базель    | 1:2      | 3:1 (дч) |
| Вест Гем Юнайтед | 3:1  | АЗ        | 2:1      | 1:0      |

### Фінал
Фінал відбудеться 7 червня 2023 року на стадіоні «Сінобо» у Празі. 17 березня 2023, одразу після жеребкування 1/4 та 1/2 фіналу, було проведено жеребкування для визначення адміністративного (номінального) «господаря» матчу.
| 7 червня 2023 22:00 (21:00 CEST) |

| Фіорентіна      | 1:2      | Вест Гем Юнайтед              |
| --------------- | -------- | ----------------------------- |
| Бонавентура 67' | Протокол | Бенрахма 62' Боуен 90' (пен.) |

| Сінобо, Прага Глядачів: 17363 Арбітр: Карлос дель Серро Гранде (Іспанія) |